# 无锡市八士中学
无锡市八士中学是位于江苏省无锡市的一所中学，创办于1939年，于1958年增设高中部，定名“无锡县八士中学”。现址为无锡市锡山区八士村青店弄16号。

## 学校历史
- 1939年抗日战争时期建校[2]。
- 1958年增设高中部，更名为“无锡县八士中学”
- 2000年被授予（原）锡山市重点中学的称号。
- 2005年，八士中学高中部被评定为“江苏省二星中学”
- 2009年，由于学校面积过小，高中部全部撤并入江苏省怀仁中学，由原来的完全中学变成初级中学，校名仍为“无锡市八士中学”[3]
- 2019年学校扩建，新建一幢教学楼与体育馆。